# Лонгнесс
Лонгнесс (фр. Longuenesse) — коммуна во Франции, регион О-де-Франс, департамент Па-де-Кале, округ Сент-Омер, кантон Лонгнесс. Пригород Сент-Омера, расположен в 63 км к западу от Лилля и в 38 км к юго-востоку от Кале, в 6 км от автомагистрали А26 «Англия».
Население (2018) — 10 736 человек.

## Достопримечательности
- Церковь Святого Квентина XIX века
- Руины монастыря XIII века

## Экономика
Структура занятости населения :
- сельское хозяйство — 0,4 %
- промышленность — 3,1 %
- строительство — 3,5 %
- торговля, транспорт и сфера услуг — 49,7 %
- государственные и муниципальные службы — 43,3 %

Уровень безработицы (2017) — 22,1 % (Франция в целом — 13,4 %, департамент Па-де-Кале — 17,2 %). 

Среднегодовой доход на 1 человека, евро (2017) — 18 010 (Франция в целом — 21 110, департамент Па-де-Кале — 18 610).

## Демография
Динамика численности населения, чел.

## Администрация
Пост мэра Лонгнесса с 2018 года занимает Кристиан Купес (Christian Coupez). На муниципальных выборах 2020 года возглавляемый им левый список одержал победу в 1-м туре, получив 55,14 % голосов. 
| Период | Период | Фамилия         | Партия                  | Примечания                                                                            |
| ------ | ------ | --------------- | ----------------------- | ------------------------------------------------------------------------------------- |
| 1977   | 1989   | Франсуа Вюль    |                         |                                                                                       |
| 1989   | 2018   | Жан-Мари Барбье | Социалистическая партия | учитель, член Генерального совета департамента, президент Ассоциации коммун Сент-Омер |
| 2018   |        | Кристиан Купес  |                         |                                                                                       |

## Ссылки

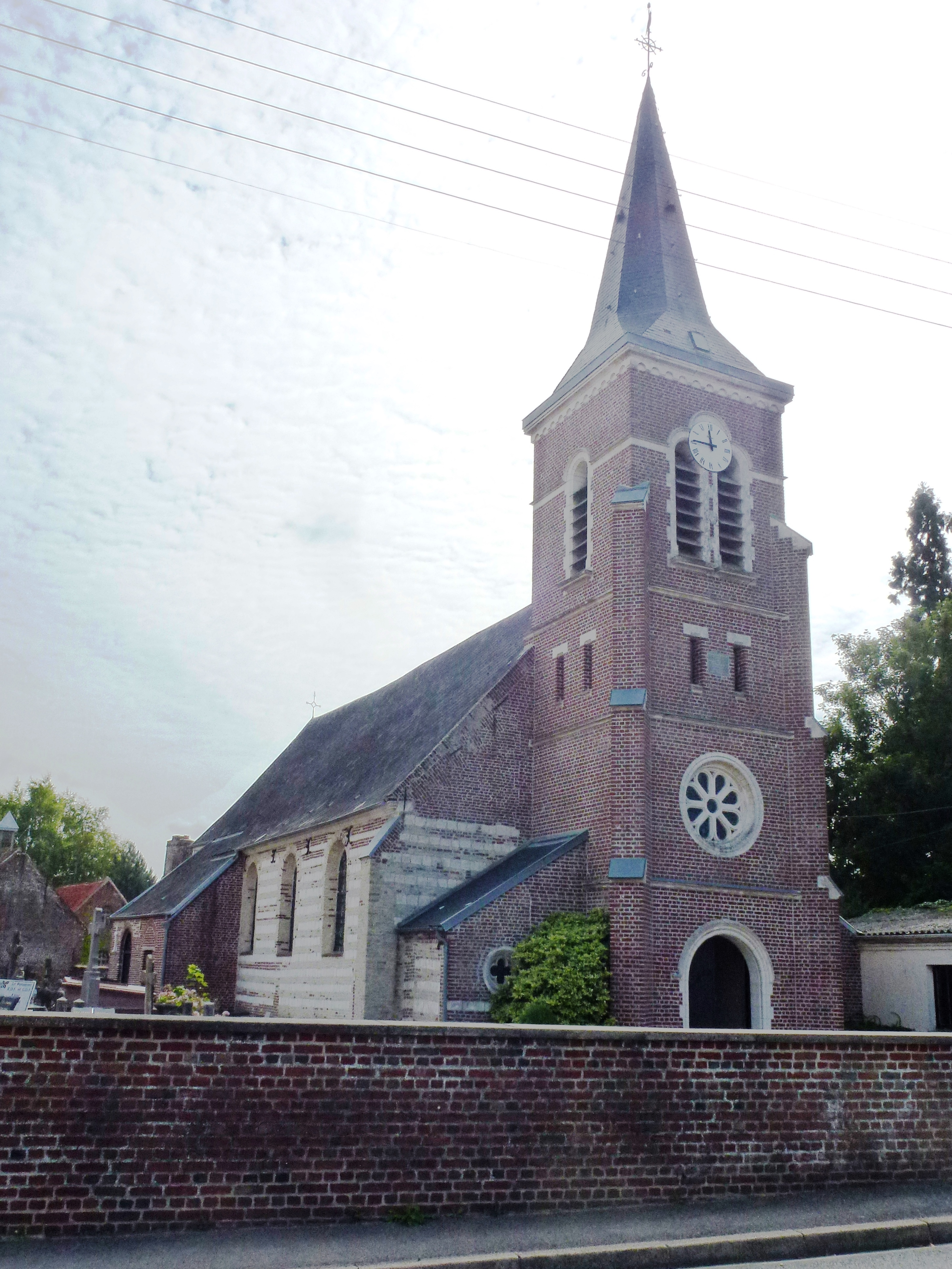
Церковь Святого Квентина

## Города-побратимы
- Ведрен, Бельгия